# Pierre de Bréban

Wappen Pierre de Brébans

Pierre de Bréban, genannt Clignet (fl. 1362–1428), Chevalier, war Berater und Kammerherr des Königs, Lieutenant-général in der Champagne und Admiral von Frankreich.
Er war Seigneur de Landreville (in Bayonville), de Rueil-sur-Marne, L’Échelle, Courton und Arcis-le-Ponsart.

## Leben
Die Eltern Pierre de Brébans sind nicht bekannt, ebenso wenig wie sein Geburtsjahr. Es ist aber anzunehmen, dass er von dem Chevalier Pierre genannt Clignet, abstammt, der im April 1256 zusammen mit Agnes de Marnoe, seiner Frau, angab, Aleaume de Cuisy, dem Bischof von Meaux die Rente von hundert Sous verkauft zu haben, die sie in Étrépilly hatten und die einst seinem Vater, dem verstorbenen Pierre Clignet, in ewiger Erbpacht vergeben worden war.
Am 21. Oktober 1362 wurde ihm erlassen, für den Schaden aufzukommen, den er In den Ländereien der Gräfin von Bar angerichtet hatte, als er sie überfallen und geplündert hatte, unter dem Vorwand, sich für die Kränkungen und das Unrecht zu rächen, das er von ihr erhalten hatte. Seitdem stand er im Dienst des Königs in dessen Kriegen gegen die Engländer; als er gefangen genommen wurde, gab ihm König Karl V. am 10. Juli 1368 und 11. Mai 1372 eine Summe von 400 Livres, um ihm zu helfen, sein Lösegeld aufzubringen.
Mindestens ab Juli 1380 stand er im Dienst der Sire de la Rivière als Anführer von neun Knappen, die er im September desselben Jahres nach Corbeil führte. Am 22. September 1386 befand er sich mit einem anderen Ritter und sieben Knappen in Arras, von wo aus er nach England ziehen wollte. König Karl VI. gab ihm am 23. April 1391 und am 20. Juli 1395 eine Summe in Anbetracht seiner wertvollen Dienste. In der Quittung, die er am 1. Mai 1301 ausstellte, scheint sein Siegel aus Zwillingen mit einem Spießband zu bestehen, das mit drei Lilien oder Muscheln beladen ist. Er war einer der sieben französischen Ritter, die am 19. Mai 1402 in der Nähe von Bordeaux auf französischer Seite gegen sieben anglo-aquitanische Chevaliere kämpften und siegreich blieben (siehe Combat des Sept).
Er schloss sich Ludwig von Frankreich, Herzog von Orléans, an, und erhielt durch dessen Fürsprache das Amt des Admirals von Frankreich, mit dem er in Briefen vom 1. April 1405 anstelle von Renaud de Trie ausgestattet wurde. Nach dem Tod des Herzogs am 23. November 1407 wurde er entmachtet, durfte aber die Bezeichnung weiterführen (sein Nachfolger wurde Jacques de Châtillon-Dampierre). 
Er wird als Seigneur de Raichy, Berater des Königs und Admiral von Frankreich bezeichnet in dem Versprechen, das er Wilhelm IV. von Hennegau in die Hand von Persant d'Andrigny als Vogt von Hennegau in Le Quesnoy am 17. Oktober 1406 gab, die Stadt und Festung Chimay, die er aufgrund von Maria von Namur, seiner ersten Frau, nutzen sollte, gut und treu zu bewachen und dem Grafen freien Zugang zu gewähren, wann immer dieser es wünschte. 
Im Bürgerkrieg der Armagnacs und Bourguignons  stand Pierre de Bréban durchweg auf Seite der Armagnaken gegen die Bourguignons. 1411 widersetzte er sich der Belagerung der Burgunder auf der Burg Moymer in der Grafschaft Vertus in der Champagne, die er verließ, um Hilfe zu holen, wobei er seinen Bruder als Befehlshaber zurückließ. Im gleichen Jahr unternahm er die Belagerung von Rethel (1411) gegen Philipp II. von Nevers. Als zwei Jahre später zwischen den Parteien Frieden geschlossen worden war, zog er mit großen Truppen los, um das Gâtinais zu verwüsten und mehrere Orte einzunehmen, was das Parlement zum Anlass nahm, auf Antrag von Johann Ohnefurcht, Herzog von Burgund am 10. Mai 1413 zu diesem Thema zu beschließen, dass alle bewaffneten Personen sich in ihre Häuser zurückziehen sollten, verbunden mit dem Verbot, irgendwelche Versammlungen von bewaffneten Personen abzuhalten.
Obwohl diese Übergriffe und die, die er in der Umgebung von Paris angerichtet hatte, noch nicht lange her waren, wurde er Ende desselben Jahres sehr gut in der Gesellschaft des Grafen Bernhard VII. von Armagnac aufgenommen, als die Armagnaken über die Bourguignons dominierten. Im April 1415 kämpfte er in der Stadt Bar-le-Duc in Anwesenheit des Herzogs einen Einzelkampf gegen einen Ritter aus Portugal, aus dem er siegreich hervorging. Im selben Jahr kämpfte er in der Picardie in Begleitung des Marschalls Boucicaut und des Bastards von Bourbon gegen die Engländer. Er war es, der am 25. Oktober 1415 in der Schlacht von Azincourt mit tausend gut berittenen Waffenknechten die Schlacht eröffnete. Als er sich im folgenden Jahr mit seinen Truppen auf Paris zog, verbreitete er dort Angst und Schrecken. 
Er hatte einen Streit mit dem Vogt von Vitry über die Bewachung und Regierung der Städte und Schlösser Vitry und Saint-Dizier, dessen Beurteilung der Dauphins, der spätere Karl VII. als Regent des Königreichs am 12. Juni 1420 dem Kardinalherzog Ludwig von Bar, mit dem Befehl übergab, diese Orte bis zum Ende in seine Hand zu nehmen. 
Pierre de Bréban lebte noch 1428 als Admiral und Lieutenant-général des Königs in der Champagne, was durch eine Quittung über die Zahlung, die ihm für das geleistet wurde, was er während seiner Regentschaft 1420 für geheime Kriegsangelegenheiten verwendet hatte, belegt ist.

## Ehen und Familie
Durch die Gunst des Herzogs von Orléans erhielt Pierre de Bréban im Jahr 1405 nicht nur das Admiralsamt, im gleichen Jahr ermöglichte der Herzog ihm die Heirat mit Marie de Namur (* um 1353; † 11. August 1412), der Tochter von Wilhelm I., Graf von Namur, und Katharina von Savoyen, Herrin der Waadt, seiner zweiten Frau, und Witwe von Guy de Châtillon, Graf von Blois und Soissons († 22. Dezember 1397).
Nach dem Tod Maries ging er eine zweite Ehe mit Isabella von Rappoltstein ein, wegen der er 1415 einen Prozess mit dem König und der Königin führte, die von Egon II., Graf von Kiburg, und dessen Frau Johanna von Rappoltstein, Dame de Magnières, de Saint-Dizier etc., der Schwester Isabellas (siehe Stammliste der Habsburger), bestimmte Teile der Ländereien von Vignory und Saint-Dizier erworben hatten.
Die Genealogie der Talleyrand berichtet, dass Pierre de Bréban eine Tochter hatte, Marie, die um 1420 François de Talleyrand († 1452/53), Seigneur de Chalais et de Grignols, heiratete; als ihre Mutter wird Marie de Namur angegeben. Durch diese Ehe ist Pierre de Bréban ein Vorfahre von Charles-Maurice de Talleyrand-Périgord (1754–1838), einem der bekanntesten französischen Staatsmänner und Diplomaten.
Im Widerspruch dazu gibt Père Anselme allerdings auch an: „Marie de Breban, dame de Rueil-sur-Marne“ etc., „fille de Clignet de Breban, seigneur des mêmes lieux, amiral de France, et de Marie de Namur“, Ehefrau seit etwa 1426 von Ferri I. de Mailly, Seigneur de Talmas etc., Mutter von Jeanne de Mailly (Haus Mailly), der Ehefrau von Guy de Roye (Roye (Adelsgeschlecht))